# Sinartanjung
Sinartanjung is een bestuurslaag in het regentschap Banjar van de provincie West-Java, Indonesië. Sinartanjung telt 3579 inwoners (volkstelling 2010).